# Тепле осіннє сонце
Тепле осіннє сонце — радянський художній фільм 1973 року, знятий на кіностудії «Грузія-фільм».

## Сюжет
Талановитий художник Вахтанг перестає писати оригінальні картини і починає виготовляти копії, розраховані на смак обивателя, але приносять хороший дохід. Його дружина Ека повстає проти цього…

## У ролях
- Медея Джапарідзе — Ека
- Отар Мегвінетухуцесі — Вахтанг
- Сесиль Такайшвілі — Тамар
- Гіві Берікашвілі — Платон
- Гуранда Габунія — дружина Платона
- Василь Кахніашвілі — Папуна
- Леван Чолокашвілі — Зуріко
- Георгій Сагарадзе — Бідзіна
- Отар Коберідзе — директор музею
- Нодар Піранішвілі — Гогі
- Олена Кіпшидзе — сусідка Ека
- Шота Схіртладзе — пекар
- Володимир Арчвадзе — епізод
- Елене Ахвледіні — епізод
- Джано Багратіоні — епізод
- Малхаз Бебурішвілі — епізод
- Етері Бежуашвілі — епізод
- Аміран Буадзе — епізод
- Василь Годзіашвілі — епізод
- Ладо Гудіашвілі — епізод
- Гугуні Канделакі — епізод
- Іраклій Кокрашвілі — епізод
- Георгій Ксоврелі — епізод
- Арчил Мачабелі — епізод
- Нодар Мгалоблішвілі — епізод
- Гомар Сихарулідзе — епізод
- Зура Цинцадзе — епізод
- Зураб Цинцкіладзе — епізод
- Тамара Цицишвілі — епізод
- Іраклій Баліашвілі — епізод

## Знімальна група
- Режисер — Темур Палавандішвілі
- Сценарист — Реваз Табукашвілі
- Оператор — Ломер Ахвледіані
- Композитор — Важа Азарашвілі
- Художники — Ношреван Ніко, Ношреван Ніколадзе